# Санпрапум

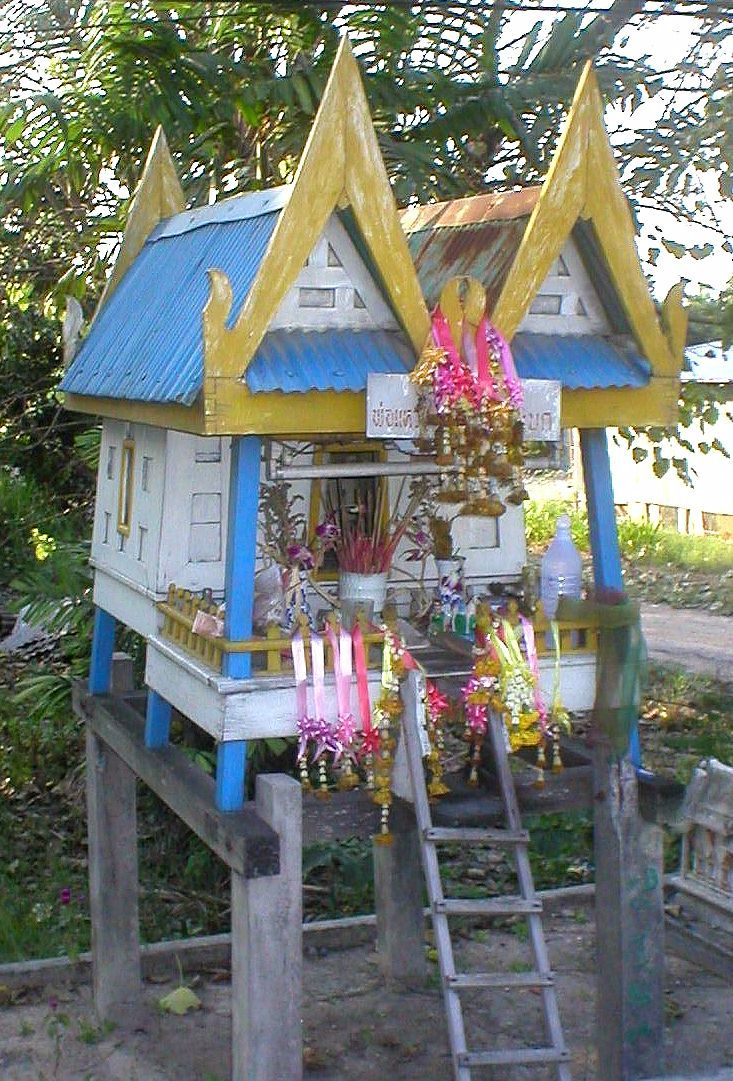
Санпрапум в Паттайе

Санпрапум (тайск. ศาลพระภูมิ) — небольшие домики для духов прапумтьяути, расположенные рядом с жилыми домами, учреждениями, фермами, полями тайцев, лаосцев и камбоджийцев.
Тайские буддисты верят, что духи — защитники жилища — вселяются в этот домик и им, как и человеку, нужно питание и питье. Их подкармливают регулярно пивом, рисом или же другими продуктами. Сооружения украшаются цветочными гирляндами, бусами и флажками, благовониями, фигурками людей и животных, ночью зажигается цветная иллюминация из разноцветных фонариков. Духи могут прогневаться на людей, если те забудут об их существовании, поэтому с утра каждый таец первым делом наводит порядок в домике для духов: обновляет благовония, кладет свежую еду и т. д.
Санпрапум устанавливают таким образом, чтобы тень от жилого дома не падала на домик духов и наоборот.
Тайский религиозный синкретизм гармонично сочетает Тхераваду с доббудийскими верованиями. Тайское мифотворчество связывает представление о духах с жизнью и учением Будды.
Кроме домиков для духов, рядом с жилищами тайцы устанавливают также домики предков (сантайяй), домики Брахмы (санпрапром) и домики Ганеши (санпрапиканет).